# Vernou-la-Celle-sur-Seine
Vernou-la-Celle-sur-Seine – miejscowość i gmina we Francji, w regionie Île-de-France, w departamencie Sekwana i Marna. Przez miejscowość przepływa Sekwana. 
Według danych na rok 1990 gminę zamieszkiwało 2260 osób, a gęstość zaludnienia wynosiła 101 osób/km² (wśród 1287 gmin regionu Île-de-France Vernou-la-Celle-sur-Seine plasuje się na 460. miejscu pod względem liczby ludności, natomiast pod względem powierzchni na miejscu 55.).